# Chorisoneura albonervosa
Chorisoneura albonervosa är en kackerlacksart som beskrevs av Rehn, J. A. G. 1916. Chorisoneura albonervosa ingår i släktet Chorisoneura och familjen småkackerlackor. Inga underarter finns listade i Catalogue of Life.